# 短序杜茎山
短序杜茎山（学名：Maesa parvifolia var. brevipaniculata）为紫金牛科杜茎山属下的一个变种。

## 扩展阅读
- 維基物種上的相關：短序杜茎山